# Tom Noonan
Tom Noonan (Greenwich (Connecticut), 12 april 1951) is een Amerikaans acteur, filmregisseur, filmproducent en scenarioschrijver.

## Biografie
Noonan werd geboren in Greenwich (Connecticut), en heeft een oudere broer en twee zussen. Hij was getrouwd met de actrice Karen Young, met wie hij een zoon en dochter heeft.

## Filmografie

### Films
Selectie:
- 2017 Wonderstruck - als Walter
- 2015 Anomalisa - iemand anders (stem)
- 2009 The House of the Devil – als mr. Ulman
- 2008 The Alphabet Killer – als Ray Gullikson
- 2008 Synecdoche, New York – als Sammy Barnathan
- 2007 Snow Angels – als mr. Chervenick
- 2006 Seraphim Falls – als Abraham
- 2002 Eight Legged Freaks – als Joshua Taft
- 2001 Knockaround Guys – als sheriff Decker
- 2001 The Pledge – als Gary Jackson
- 1999 The Astronaut's Wife – als Jackson McLaren
- 1995 Heat – als Kelso
- 1993 Last Action Hero – als The Ripper / zichzelf
- 1990 RoboCop 2 – als Cain
- 1987 The Monster Squad – als Frankenstein
- 1986 Manhunter – als Francis Dollarhyde
- 1986 F/X – als Varrick
- 1984 Best Defense – als Frank Holtzman
- 1980 Heaven's Gate – als Jake
- 1980 Gloria – als bendelid

### Televisieseries
Uitgezonderd eenmalige gastrollen.
- 2015 - 2018 12 Monkeys - als Pallid Man - 18 afl.
- 2016 Quarry - als Oldcastle - 3 afl.
- 2016 Horace and Pete - als Tom - 3 afl.
- 2011 – 2014 Hell on Wheels – als Nathaniel Cole – 18 afl.
- 2009 – 2011 Damages – als rechercheur Victor Huntley – 17 afl.
- 2011 The Cape – als Preston Holloway – 2 afl.
- 2010 Bright Falls – als Hal – 3 afl.
- 1994 Heaven & Hell: North & South, Book III – als Will Fenway – 3 afl.

### Filmregisseur
- 2014 The Shape of Something Squashed - film
- 1999 Wang Dang – film
- 1995 The Wife – film
- 1994 What Happened Was... – film
- 1991 Bone Daddy - korte film
- 1990 Monsters – televisieserie – 2 afl.

### Filmproducent
- 2007 June Weddings – korte film
- 1995 The Pesky Suitor – korte film
- 1991 Red Wind – film

### Scenarioschrijver
- 2014 The Shape of Something Squashed - film
- 2010 The Rendezvous – film
- 2001 An Unpredictable Thing – korte film
- 1999 Wang Dang – film
- 1995 The Wife – film
- 1994 What Happened Was... – film
- 1991 Bone Daddy - korte film
- 1991 Red Wind – film
- 1990 Monsters – televisieserie – 2 afl.

- Biblioteca Nacional de España: XX4780032
- Bibliothèque nationale de France: cb14211526k (data)
- Gemeinsame Normdatei: 141274883
- International Standard Name Identifier: 0000 0001 2128 6050
- Library of Congress Control Number: n85185193
- Nationale Bibliotheek van Tsjechië: xx0209673
- Nationale Bibliotheek van Israël: 987007342628205171
- Nederlandse Thesaurus van Auteursnamen: 073468835
- Système universitaire de documentation: 149856954
- Virtual International Authority File: 38355215
- WorldCat: E39PBJgCPxk7VKqfjTRr6rFh73